# Білозір'я (станція)
Білозíр'я — проміжна залізнична станція 4-го класу Шевченківської дирекції Одеської залізниці на лінії Золотоноша I — Імені Тараса Шевченка між роз'їздом 898 км (7 км) та станцією Сміла (10 км). Розташована у селі Хацьки Черкаського району Черкаської області.

## Історія
Станція відкрита у 1876 році на новозбудованій залізниці Бобринська (нині — Імені Тараса Шевченка) — Черкаси. Назва станції походить від назви села Білозір'я, що розташоване за 5 км від неї. Колись із Білозір'я на станцію звозили деревину, яке масово вирубувалося у величезному Ірдинському лісі.
У 1944—1945 роках станція Білозір’я відігравала значну роль у заготівлі лісу, який вивозився на фронт та на повоєнне будівництво після звільнення від німецько-фашистських військ низки населених пунктів.
Нині збереглася будівля вокзалу початку XX століття.
Станом на січень 2022 року тривають роботи з електрифікації змінним струмом (~25 кВ) лінії на дільниці Сміла — Білозір'я у напрямку станції Черкаси.
6 січня 2023 року Одеська залізниця вперше відкрила рух приміських електропоїздів на електрифікованій дільниці за маршрутом Імені Тараса Шевченка — Черкаси.

## Пасажирське сполучення
На станції Білозір'я зупиняються приміські поїзди:
- Черкаси — Імені Тараса Шевченка;
- Імені Тараса Шевченка — Гребінка;
- Черкаси — Умань;
- Черкаси — Христинівка;
- Черкаси — Знам'янка;
- Черкаси — Миронівка[4].